# Dignomus damascenes
Dignomus damascenes is een keversoort uit de familie klopkevers (Ptinidae). De wetenschappelijke naam van de soort werd in 1873 gepubliceerd door Flaminio Baudi di Selve.